# Annette Kreutziger-Herr

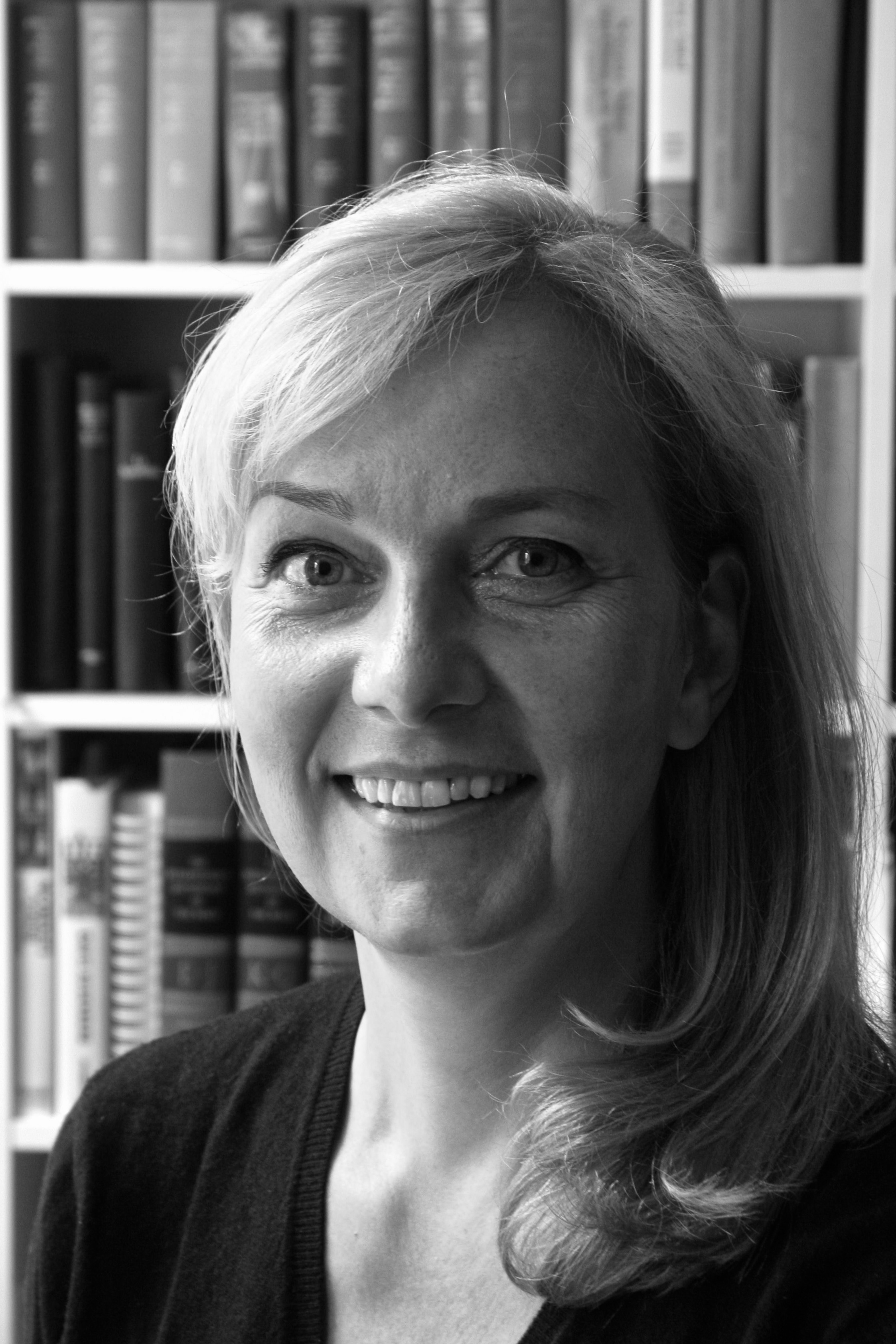
Annette Kreutziger-Herr

Annette Kreutziger-Herr, geb. Kreutziger (* 4. Juli 1962 in Holzminden) ist eine deutsche Musik- und Kulturwissenschaftlerin sowie Heilerin und Praktikerin der Christlichen Wissenschaft.

## Leben und Wirken

### Wissenschaftlicher Werdegang
Annette Kreutziger studierte nach dem Abitur am Hamburger Gymnasium Dörpsweg Historische- und Systematische Musikwissenschaft, Italianistik und Mediävistik an der Universität Hamburg. 1983 verbrachte sie ein akademisches Jahr an der Universität Bologna. Nach dem Bachelor in Hamburg folgten 1986 Studien an der Universität Kiel und der Master of Arts 1986. Gefördert wurde sie von der Studienstiftung des Deutschen Volkes und der Deutschen Forschungsgemeinschaft. Als Beraterin war sie von 1985 bis 1990 für Luigi Nono sowie ab 1989 für Claudio Abbado, damals Chefdirigent der Berliner Philharmoniker, tätig. Ihre Promotion erfolgte 1990 an der Universität Hamburg, die Habilitation im Jahr 2002 ebenda.
Kreutziger war von 1993 bis 1999 wissenschaftliche Assistentin am Musikwissenschaftlichen Institut der Universität Hamburg. Seit 1983 hatte sie Lehraufträge und Gastprofessuren inne, unter anderem am Center of Cultural Studies in Trondheim, 1995 und 1997 am Smith College und 2009 am Principia College. Von 2001 bis 2005 lehrte sie als Hochschuldozentin für Musikwissenschaft an der Hochschule für Musik, Theater und Medien Hannover und anschließend von 2005 bis 2014 als Professorin für Musikwissenschaft und Kulturwissenschaften an der Hochschule für Musik und Tanz Köln.
Als Vortragende und Keynote Speaker war sie zu Gast bei internationalen Konferenzen an europäischen, US-amerikanischen und kanadischen Universitäten sowie als Initiatorin und Organisatorin von Vortragsreihen, Seminaren und internationalen Tagungen.
Kreutziger-Herr veröffentlichte zu wissenschaftstheoretischen, kultur- und musikwissenschaftlichen Themen. Es erschienen ein Kinderbuch, Gedichte sowie Artikel zu Menschenrechtsthemen, ethischen und geistlichen Fragen. Sie war Initiatorin und Herausgeberin von verschiedenen Buch- und Schriftenreihen, u. a. „Europäische Komponistinnen“ (seit 2005 Böhlau Verlag).

### Christliche Wissenschaft
Kreutziger-Herr ist Mitglied der religiösen Sondergemeinschaft Christliche Wissenschaft, die in ihrer Familie nach eigener Aussage seit hundert Jahren aktiv gelebt wird, und publiziert in einschlägigen Magazinen wie zum Beispiel The Christian Science Journal, dem Christian Science Monitor oder dem Herold der Christlichen Wissenschaft. Innerhalb der Gemeinschaft hat sie den Titel einer Heilerin und Praktikerin inne. Kreutziger-Herr ist Schriftführerin der Freunde und Förderer der Christlichen Wissenschaft e. V. und betreibt aktuell (Stand 2025) eine Praxis für Christliche Wissenschaft in Berlin.

### Privates
Annette Kreutziger-Herr war seit 1983 mit dem verstorbenen Klaus-Hendrik Herr verheiratet, Pressesprecher der Christlichen Wissenschaft und Mitglied der Christlichen Wissenschaft in Berlin. Aus dieser Ehe stammen zwei Kinder: der Autor Vincent-Immanuel Herr (* 1988) und eine Tochter (* 1992). Sie ist verheiratet.

## Mitgliedschaften und Engagement
Sie ist seit 2005 Fellow der Mary Baker Eddy Library in Boston, Mitglied im Beirat der Mariann Steegmann Foundation und wurde 2008 mit dem Sigurd-Greven-Preis für ihre Arbeiten zur musikbezogenen Mittelalterforschung ausgezeichnet. Im Rahmen ihres Engagements für den interreligiösen Dialog ist sie Mitglied im Jüdischen Forum für Demokratie und gegen Antisemitismus sowie Mitglied im Koordinierungskreis des Berliner Forums der Religionen.
Zusammen mit ihrem Sohn Vincent, Martin Speer und Krzysztof Ignaciuk hat sie den Vorsitz des Vereines European Thinking e. V. in Berlin inne.

## Publikationen (Auswahl)
- mit Caroline Rothe: Jakobs Schäfchen. Kinderbuch. Friedrich Wittig Verlag, Hamburg 1991.
- Johannes Ciconia (ca. 1370–1412): Komponieren in einer Kultur des Wortes (=Hamburger Beiträge zur Musikwissenschaft, Band 39). Hamburg/Eisenach 1991.
- mit Manfred Strack: Aus der Neuen Welt. Streifzüge durch die amerikanische Musik des 20. Jahrhunderts (= Nordamerika-Studien, Bd. 8, herausgegeben von Norbert Finzsch und Rolf Meyn). LIT Verlag, Hamburg 1997.
- als Hrsg.: Das Andere. Eine Spurensuche in der Musikgeschichte des 19. und 20. Jahrhunderts (= Hamburger Jahrbuch für Musikwissenschaft, Bd. 15). Peter Lang, Frankfurt am Main/Berlin/Bern 1998.
- Ein Traum von Mittelalter. Die Wiederentdeckung mittelalterlicher Musik in der Neuzeit. Böhlau, Köln/Weimar 2003.

- als Hrsg.: Mozart im Blick: Inszenierungen, Bilder und Diskurse. Musik–Kultur–Gender: Studien zur europäischen Kultur, Band 4, Böhlau, Köln/Weimar/Wien 2007.
- als Hrsg. mit Winfried Bönig mit Bearbeitungen von Tilmann Claus und Gerald Hambitzer: Die 101 wichtigsten Fragen: Klassische Musik. C. H. Beck, München 2009.
- mit Katrin Losleben: History/Herstory: Alternative Musikgeschichten. Musik–Kultur–Gender: Studien zur europäischen Kultur, Band 5, Böhlau, Köln/Weimar 2009.
- mit Nina Noeske, Susanne Rode-Breymann, Melanie Unseld: Jahrbuch Musik und Gender, Band 3, Gender Studies in der Musikwissenschaft. Quo vadis? Festschrift für Eva Rieger. Olms, Hildesheim 2010, ISBN 978-3-487-14494-8.
- mit Melanie Unseld: Lexikon Musik und Gender. Springer-Verlag, Kassel/Stuttgart 2010.

### Artikel (Auswahl)
- „Be not conformed to this world: but be ye...“, Christian Science Journal. Dezember 1989
- „Die Geheimlandschaft des höchsten Guts“, in: Neue Zürcher Zeitung, Internationale Ausgabe vom 8./9. April 1995, Nr. 83, 51
- „Die Kindheit als Paradies. Musikalische Romantik und mythische Verklärung“, in: Neue Zürcher Zeitung, Internationale Ausgabe vom 8./9. Februar 1997, 52
- „Der nachhallende ´Posaunenton Gottes´: Musikalische Annäherungen an Hildegard von Bingen“, in: Neue Zürcher Zeitung, Nr. 265, 14./15. November 1998, 53
- „Die Zeit, die Wörter und der Tod: Johannes Ciconia und eine Momentaufnahme aus dem Jahr 1406“, in: Musik und Biographie. Festschrift für Rainer Cadenbach, hg. von Cordula Heymann-Wentzel und Johannes Laas, Würzburg 2004, S. 256–269.
- „Imagining the Middle Ages: A short story“, in: Studies in Medievalism, ed. by Leslie Workman, Chicago 2005.
- „Life means movement.“ Christian Science Sentinel. August 2005 (Jg. 107/32)
- „Dem Anderen Zuhören: Neue Musik im Dialog“, in: Frankfurter Zeitschrift für Musikwissenschaft, Jg. 8 (2006), S. 10–20
- „Patience in an impatient world.“ Christian Science Sentinel. März 2006 (Jg. 108/12)
- „Sola Scriptura: Genesisinterpretation, christliche Anthropologie und Feminismus im viktorianischen Amerika“, in: Albrecht, Ruth et al. (Hg.), Glaube und Geschlecht: Fromme Frauen-Spirituelle Erfahrungen-Religiöse Traditionen, Köln/Wien/Weimar 2008, S. 101–121
- „Musikgeschichtsschreibung“, in: Enzyklopädie der Neuzeit, hg. von Friedrich Jaeger, Bd. 8, Stuttgart 2008, S. 918–920
- „Postkoloniale Theorie in der Praxis“. Edward Said geht in die Oper, in: Quintern, Detlev/Paulus, Verena C. (Hg.): Entführung in den Serail. Interdisziplinäre Beiträge zum Orientalismus, Berlin 2008, S. 123–145
- „To study well“. Christian Science Journal. März 2008 (Jg. 126/3)
- „Mittelalter in Hollywoods Filmmusik. Miklós Rózsa, Ivanhoe und die Suche nach dem Authentischen“, in: Henzel, Christoph (Hg.): Geschichte-Musik-Film, Würzburg 2010, S. 31–57
- „People Power-Everywhere.“ Christian Science Sentinel. April 2010 (Jg. 112/17)
- „The many masks of Jeanne d’Arc“, in: Le Paon d’Hera 8 (Éditions du Murmure). 2011
- „The calm heart of the revolution“, Christian Science Monitor. März 2011
- „Toward a new sense of family“, Christian Science Monitor. November 2011
- „Im Anthropozän: Klimawandel, Natur und Musik“, in: Neue Zeitschrift für Musik, 1 2012, S. 14–19
- „Disarming Ethnic Terrorism.“ Christian Science Sentinel. Juni 2012 (Jg. 114/24)
- „Eddy, Mary Baker.“ Encyclopedia of the Bible and Its Reception (ed. by Bernard McGinn, Choon-Leong Seow et al.) . Vol. 7, Berlin 2013, Sp. 357–362
- „Love’s role in resolving conflict“, Christian Science Monitor. Februar 2013
- „Sacred Solitude.“ Christian Science Journal. April 2013 (Jg. 115/16)
- „A new view of gender equality“, Christian Science Monitor. September 2013
- „Wolfgang Amadeus Mozart: Mary Baker Eddy Mentioned Them.“ Podcast. Christian Science Journal. Oktober 2013
- „Alice Herz-Sommer and the power of spiritual resilience“, Christian Science Monitor. März 2014
- „How to work together“, Christian Science Monitor. August 2015
- „Demonstrating a living faith“, Christian Science Journal. Dezember 2015